# Horacio Sequeira
Hugo Horacio Sequeira Soza (Salto, 30 settembre 1995) è un calciatore uruguaiano, attaccante del La Luz.

## Carriera

### Club
Nella stagione 2013-2014 ha giocato 17 partite nella prima divisione uruguaiana con il Danubio.

### Nazionale
Nel 2015 ha conquistato un terzo posto nel campionato sudamericano Under-20.

## Palmarès

### Competizioni nazionali
- Campionato uruguaiano: 1

Danubio: 2013-2014